# ろ座アルファ星
ろ座α星（ろざアルファせい、α Fornacis, α For）は、ろ座の恒星で4等星。ろ座では最も明るい恒星である。

## 概要
F型スペクトルの準巨星とG型スペクトルの主系列星による連星系である。主星Aは主系列星から進化したばかりの準巨星であると考えられている。この連星系は過剰な赤外線を放出しており、恒星を取り巻く物質の存在が示唆されている。
約35万年前に、ろ座α星はA型主系列星のHD 17848と約0.265光年の距離にまで接近した。

## 名称
学名はα Fornacis で、α For、Alp Forなどと略記する。以前はエリダヌス座12番星とされたこともある。
ジュゼッペ・ピアッツィのパレルモ・カタログではDalim、イライジャー・バリットのStar AtlasではFornacisという名称が見られる。
2017年9月5日、国際天文学連合の恒星の命名に関するワーキンググループ (Working Group on Star Names, WGSN) は、ろ座α星Aの固有名として、Dalim を正式に定めた。